# Сідар-Гроув (Флорида)
Сідар-Гроув (англ. Cedar Grove) — переписна місцевість (CDP) в США, в окрузі Бей штату Флорида. Населення — 3148 осіб (2020).

## Географія
Сідар-Гроув розташований за координатами 30°10′52″ пн. ш. 85°37′36″ зх. д. / 30.18111° пн. ш. 85.62667° зх. д. (30.181030, -85.626728).  За даними Бюро перепису населення США в 2010 році переписна місцевість мала площу 6,99 км², з яких 6,98 км² — суходіл та 0,01 км² — водойми.

## Демографія
Згідно з переписом 2010 року, у переписній місцевості мешкало 3397 осіб у 1263 домогосподарствах у складі 856 родин. Густота населення становила 486 осіб/км².  Було 1481 помешкання (212/км²).
Расовий склад населення:
| - 69,3 % — білих - 21,8 % — чорних або афроамериканців - 1,8 % — азіатів - 0,8 % — корінних американців - 0,1 % — вихідців з тихоокеанських островів - 2,4 % — осіб інших рас |

До двох чи більше рас належало 3,9 %. Частка іспаномовних становила 6,0 % від усіх жителів.
За віковим діапазоном населення розподілялося таким чином: 27,9 % — особи молодші 18 років, 63,0 % — особи у віці 18—64 років, 9,1 % — особи у віці 65 років та старші. Медіана віку мешканця становила 32,3 року. На 100 осіб жіночої статі у переписній місцевості припадало 90,0 чоловіків;  на 100 жінок у віці від 18 років та старших — 85,0 чоловіків також старших 18 років.
Середній дохід на одне домашнє господарство  становив 50 897 доларів США (медіана — 43 162), а середній дохід на одну сім'ю — 55 392 долари (медіана — 45 682). Медіана доходів становила 24 778 доларів для чоловіків та 22 204 долари для жінок. За межею бідності перебувало 19,2 % осіб, у тому числі 28,0 % дітей у віці до 18 років та 8,3 % осіб у віці 65 років та старших.
Цивільне працевлаштоване населення становило 1439 осіб. Основні галузі зайнятості: освіта, охорона здоров'я та соціальна допомога — 23,8 %, роздрібна торгівля — 16,3 %, виробництво — 14,3 %.